# You’re Beautiful
«You’re Beautiful» (с англ. — «Ты прекрасна») ― сингл британского певца Джеймса Бланта, выпущенный 18 мая 2005 с его дебютного студийного альбома Back to Bedlam.
В Великобритании и Австралии сингл занял 1-е и 2-е места соответственно. В 2006 году песня получила премию Айвора Новелло. Она была продана тиражом 625 000 копий в Великобритании и в октябре 2012 года более трех миллионов в США. Песня является самым популярным хитом Бланта в США на сегодняшний день и его единственным синглом, достигшим топ-40 в Billboard Hot 100. В 2006 году в Японии была выпущена новая версия сингла.

## История
Газеты утверждали, что в песне поется о бывшей подруге Бланта, Дикси Чассей, ассистентке по кастингу для фильмов о Гарри Поттере, хотя Блант отказывается подтвердить или опровергнуть это. 8 марта 2006 года на Шоу Опры Уинфри Блант сказал об этой песне: 
Она какая-то несчастная. В ней поется о том, как я увидел свою бывшую девушку в лондонском метро с ее новым мужчиной, о существовании которого я и не подозревал. Мы с ней встретились взглядами и прожили в этом мгновении целую жизнь, но ничего не сделали и с тех пор не виделись.
 По словам Бланта, он написал текст песни дома через две минуты после встречи с ней, а затем дописал текст с Сашей Скарбеком и Амандой Гост в Лос-Анджелесе.

## Музыкальный клип
Клип на песню был снят режиссёром Брэндоном Смитом на Майорке, Испания.

## Критика
Сайт About.com дал песне четыре с половиной звезды из пяти, сказав, что простая сила написания песен Бланта эффективна в передаче боли от осознания того, что он никогда не будет с объектом своей любви.
Песня заняла 7-е место в опросе «10 самых раздражающих песен», проведенном журналом Rolling Stone. Канал VH1 поместил песню на 95-е место в своем списке «100 величайших песен 2000-х». В октябре 2014 года Блант заявил, что песня стала настолько вездесущей, что её «просто насильно пихают людям в глотку». Она была названа одной из худших песен, когда-либо записанных, несмотря на положительные отзывы критиков.

## Награды
Песня получила три номинации на премию Грэмми: Рекорд года, Песня года и Лучшее мужское поп-вокальное исполнение.

## Трек-лист
UK CD single number one
1. «You’re Beautiful» (Edit) — 3:22
2. «Fall at Your Feet» (Acoustic) — 2:25

UK CD single number two
1. «You’re Beautiful» (Edit) — 3:22
2. «High» (Acoustic) — 4:03
3. «You’re Beautiful» (The Making of the Video) — 3:00
4. «You’re Beautiful» (Video) — 3:23

UK 7" single
1. «You’re Beautiful» (Edit) — 3:22
2. «So Long, Jimmy» (Acoustic) — 4:14

Australian CD single
1. «You’re Beautiful» (Edit) — 3:22
2. «Fall at Your Feet» (Acoustic) — 2:25
3. «You’re Beautiful» (Acoustic) — 3:35

Japanese CD single
1. «You’re Beautiful» (The Q;indivi+ Remix) (featuring Keri) — 3:28

## Чарты
| Чарт (2005-07)                           | Высшая позиция |
| ---------------------------------------- | -------------- |
| Австралия (ARIA)                         | 2              |
| Австрия (Ö3 Austria Top 40)              | 6              |
| Бельгия/Фландрия (Ultratop 50)           | 1              |
| Бельгия/Валлония (Ultratop 50)           | 3              |
| Canada (Nielsen SoundScan)               | 1              |
| СНГ (TopHit)                             | 19             |
| Czech Republic (Rádio Top 100 Oficiální) | 1              |
| Дания (Tracklisten)                      | 4              |
| Франция (SNEP)                           | 5              |
| Германия (GfK)                           | 2              |
| Венгрия (Rádiós Top 40)                  | 1              |
| Ирландия (IRMA)                          | 1              |
| Италия (FIMI)                            | 1              |
| Япония (Billboard Japan Hot 100)         | 28             |
| Нидерланды (Dutch Top 40)                | 1              |
| Нидерланды (Single Top 100)              | 1              |
| Новая Зеландия (Recorded Music NZ)       | 4              |
| Норвегия (VG-lista)                      | 1              |
| Польша (Polish Airplay Top 100)          | 3              |
| Шотландия (OCC Scotland)                 | 9              |
| Испания (PROMUSICAE)                     | 43             |
| Швеция (Sverigetopplistan)               | 1              |
| Швейцария (Schweizer Hitparade)          | 2              |
| Великобритания (OCC UK Singles)          | 1              |
| США (Billboard Hot 100)                  | 1              |
| США (Billboard Pop Airplay)              | 5              |
| США (Billboard Adult Pop Airplay)        | 1              |
| США (Billboard Adult Contemporary)       | 1              |
| US Pop 100 (Billboard)                   | 1              |

| Чарт (2005)                          | Позиция |
| ------------------------------------ | ------- |
| Australia (ARIA)                     | 11      |
| Austria (Ö3 Austria Top 40)          | 26      |
| Belgium (Ultratop Flanders)          | 4       |
| Belgium (Ultratop Wallonia)          | 20      |
| CIS (Tophit)                         | 72      |
| France (SNEP)                        | 87      |
| Germany (Official German Charts)     | 16      |
| Hungary (Rádiós Top 40)              | 34      |
| Netherlands (Dutch Top 40)           | 2       |
| Netherlands (Single Top 100)         | 3       |
| Sweden (Sverigetopplistan)           | 6       |
| Switzerland (Schweizer Hitparade)    | 11      |
| UK Singles (Official Charts Company) | 4       |
| Чарт (2006)                          | Позиция |
| Austria (Ö3 Austria Top 40)          | 66      |
| Belgium (Ultratop Flanders)          | 74      |
| CIS (Tophit)                         | 73      |
| Switzerland (Schweizer Hitparade)    | 34      |
| UK Singles (Official Charts Company) | 123     |
| US Billboard Hot 100                 | 4       |
| US Adult Contemporary (Billboard)    | 1       |
| US Adult Top 40 (Billboard)          | 6       |

| Чарт (2000-09)       | Высшая позиция |
| -------------------- | -------------- |
| German Singles Chart | 85             |
| UK Singles Chart     | 39             |
| US Billboard Hot 100 | 86             |

## Сертификации
| Регион | Сертификация  | Продажи   |
| --- | ------------- | --------- |
| Австралия (ARIA) | Платиновый    | 70 000^   |
| Австрия (IFPI Austria) | Золотой       | 15 000*   |
| Бельгия (BEA) | Золотой       | 25 000*   |
| Канада (Music Canada) | 2× Платиновый | 40 000*   |
| Германия (BVMI) | Платиновый    | 300 000^  |
| Италия (FIMI) | Платиновый    | 30 000*   |
| Япония (RIAJ) | Платиновый    | 250 000*  |
| Мексика (AMPROFON) | Золотой       | 30 000*   |
| Швеция (GLF) | Платиновый    | 20 000^   |
| Швейцария (IFPI Switzerland) | Золотой       | 20 000^   |
| Великобритания (BPI) | 2× Платиновый | 1 200 000 |
| США (RIAA) | 4× Платиновый | 4 000 000 |
| * Данные о продажах приведены только на основе сертификации. · ^ Данные о тиражах приведены только на основе сертификации. · Данные о продажах + прослушиваниях приведены только на основе сертификации. |               |           |